# Reacție elementară
În chimie, o reacție elementară este o reacție chimică în care una sau mai multe specii chimice reacționează direct formând produșii de reacție într-o singură etapă și prin intermediul unei singure stări de tranziție. În practică, se consideră că orice reacție este o reacție elementară dacă nu pot fi detectați sau identificați intermediari de reacție sau dacă aceștia nu sunt necesari pentru a descrie mecanismul reacției la nivel molecular. Dacă o reacție decurge în mai multe etape, atunci aceasta nu este elementară, având intermediari de reacție și cel puțin două stări de tranziție.

## Tipuri

### Reacții unimoleculare
Se spune despre o reacție elementară că este unimoleculară dacă o moleculă A trece în produs sau produși de reacție fără intermediul unui alt partener de reacție, adică prin procese de rearanjare precum: disociere, izomerizare (cis-trans), transpoziție intramoleculară, descompunere termică, descompunere radioactivă, deciclizare sau racemizare.
{\displaystyle {\mbox{A}}\rightarrow {\mbox{produși.}}}
În majoritatea cazurilor, reacțiile elementare unimoleculare sunt reacții de ordinul I. La temperatură constantă, viteza unei astfel de reacții este proporțională cu concentrația speciei A:
{\displaystyle {\frac {d[{\mbox{A}}]}{dt}}=-k[{\mbox{A}}].}

### Reacții bimoleculare
Se spune despre o reacție elementară că este bimoleculară dacă pentru desfășurarea acesteia au loc ciocniri între două specii chimice, A și B, care pot fi: atomi, molecule, ioni sau radicali:
{\displaystyle {\mbox{A + B}}\rightarrow {\mbox{produși.}}}
În majoritatea cazurilor, reacțiile elementare unimoleculare sunt reacții de ordinul II. La temperatură constantă, viteza unei astfel de reacții este proporțională cu produsul concentrației celor două specii A și B:
{\displaystyle {\frac {d[{\mbox{A}}]}{dt}}={\frac {d[{\mbox{B}}]}{dt}}=-k[{\mbox{A}}][{\mbox{B}}].}